# El Fortín
El Fortín é um município da província de Córdova, na Argentina.